# 法式清湯
法式清湯（consommé）是一種清湯，用調味過的高湯或者肉汁清湯澄清（使用蛋白去除雜質）後製作。由於製作程序繁複且需要高深技巧，亦被稱為黃金湯。

## 烹調與提供法式清湯

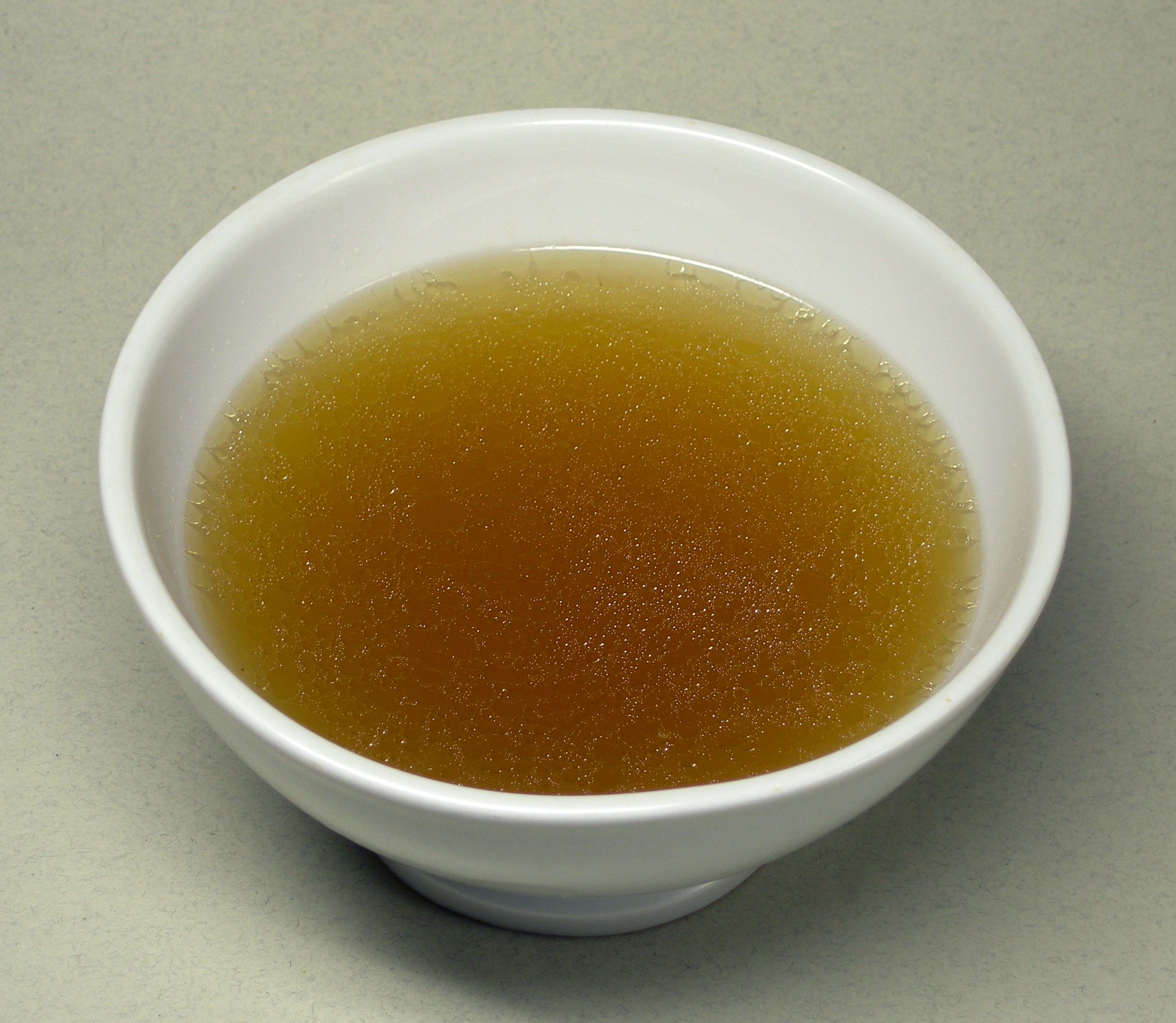
清汤，一种由牛肉、碎肉和蔬菜熬制而成的浓缩高汤。

法式清湯是混合絞肉、米雷波瓦（混合胡蘿蔔、芹菜與洋蔥的綜合蔬菜，植物性調味汁原料）、蕃茄與蛋白等等，混合肉汁清湯（Bouillon）或者高湯（stock）裡面。 

## 歷史
從中世紀以來，就開始將澄清過後的高湯稱作法式清湯，有從使用簡單的湯，到使用各種少見動物肉類的不同版本。一種特殊的法式清湯僅使用腱和軟骨，不使用鹽，改用水果來增加甜味和香味，並作為點心。這種甜的法式清湯可以說是現代明膠點心的始祖。